# Villa Plinianina
La Villa Plinianina, nel comune di Torno e sul lago di Como, deve il suo nome alla vicina e più nota Villa Pliniana (il suffisso "-ina" denota un diminutivo e significa "piccola Pliniana").
La villa si presenta come un blocco ancorato alla roccia ed elevato su quattro livelli con quattro ordini di aperture in facciata; una loggia dorica a tre arcate con colonne binate separa il primo piano da due superiori, dove spicca una loggetta coperta con sette colonnine doriche che si raccorda con i timpani spezzati dei piani inferiori.

## Descrizione
Costruita a partire dal 1855 su iniziativa dell’Ing. Canzio Canzi, la Villa Plinianina è un esempio di architettura eclettica di metà Ottocento in stile neogotico veneziano, che integra perfettamente l'edificio ottocentesco nel meraviglioso contesto lacustre del Lario.
Il Canzi, ingegnere ferroviario di Milano e protagonista della realizzazione delle Regie Strade Ferrate Milano-Como e Milano-Venezia, aveva voluto costruire una villa sul Lago di Como quale dimora per le vacanze, come se si trattasse di un palazzo veneziano sul Canal Grande. Le fonti di ispirazione architettonica furono infatti i palazzi gotici di Venezia e di Verona, città nella quale visse qualche anno per seguire i lavori ferroviari, proprio durante la costruzione della Villa Plinianina.
Cesare Cantù, nella "Storia di Como e sua Provincia" del 1859, scrive: "L'ing. Canzi trasportava qui l'architettura veneta, dando così una nuova varietà nel casino a tre piani, di finestre e logge ornate di terracotta, com'è la balaustrata".
Undici anni dopo, Antonio Cavagno Sangiuliani, nel volume "Torno e le armi ivi sferrate nel marzo 1870" faceva seguito alla descrizione del Cantù aggiungendo che la villa “...sorse ove stava una modesta casuccia di naviganti chiamata Plinianina perché sola abitazione che fosse prima sul tratto di lido tra Torno e Molina, oltre la Pliniana”.
Lo stile voluto dal Canzi per la nuova villa appariva del tutto inedito negli anni della sua costruzione. Infatti, nella prima metà dell’ottocento sul Lago di Como si costruivano o ristrutturavano ville sulla scia tardiva del Neoclassicismo con qualche influenza romantica che si traduceva per lo più nella realizzazione di giardini all'inglese. Per questo motivo, lo stile proposto per la realizzazione della Villa Plinianina fu una vera anticipazione dell’architettura neogotica, che a pochi anni di distanza si sarebbe poi diffusa in tutta Europa come stile dominante dell'architettura eclettica della seconda metà dell'Ottocento.
La cifra stilistica della Plinianina ha rappresentato quindi sul Lario una novità nell’architettura dell’epoca segnando il passaggio dallo stile neoclassico a quello neogotico, pur trattandosi di un gotico particolare che fa riferimento all’ambiente veneziano e alla pubblicazione coeva de "Le Pietre di Venezia" (1851) di John Ruskin, una vera e propria bibbia dell’epoca, che teorizzò la supremazia morale dell'arte gotica e che probabilmente influenzò anche la tendenza stilistica della villa.
Nell'archivio storico della famiglia Canzi di Milano è conservato un acquarello monocromo originale del 1870 circa, che ben documenta gli elementi caratterizzanti delle facciate, ovvero: il colore terracotta degli ornati, la fasciatura orizzontale bicroma secondo la tradizione del gotico italiano sviluppato dal romanico e il ricorso a colori caldi sul modello veneziano. Il colore di riferimento delle fasce orizzontali è il rosa antico, come si trattasse del risultato del dilavamento ambientale del marmo rosso di Verona (che si ritrova ancora in qualche traccia nel Broletto di Como, altro esempio di gotico civile), alternato da fasce di grigio chiaro dai toni caldi tendenti al beige. Il contrasto è poi definito dagli ornati color terracotta, della stessa derivazione cromatica del rosa antico.
La villa è oggi suddivisa in appartamenti di pregio; ai suoi piedi si trovano una piccola darsena ed un porticciolo con alcuni posti barca, mentre nel parco sono presenti due più piccoli e tardivi edifici: la ex-portineria di color rosa antico e la ex-legnaia di colore grigio, anche questi oggi destinati ad uso abitativo.
Lo stemma della Villa Plinianina è visibile come decoro nei comignoli, sul tetto.

## Storia
Le ricerche sulle vicende della Villa Plinianina partono dai primi anni del diciottesimo secolo, quando il Ducato di Milano passò all'Austria in virtù del trattato di Utrecht e l'amministrazione tributaria si preoccupò di istituire da subito un nuovo censo, che poi divenne il Catasto Teresiano.
Dal Registro della Comunità di Torno del 1730, risulta che il prete Giovanni Caprera possedeva "un pezzo di terra, suddiviso in vigna, ronco, oltre a un sito di casa con annesso orto". Anche la Regia Mappa di Torno del 1760 conferma l'esistenza della casa Caprera laddove oggi è situata la Villa Plinianina, in una zona ricca di vigneti da cui si produceva vino.
Per tutto il Settecento il podere rimane dei Caprera, anche se nelle varie successioni la proprietà viene frazionata e nel 1801 la parte più rilevante del podere, che comprende la vigna e due terzi della casa con giardino, viene ceduta a tale Luigi Merini che la rivende poi nel 1803 alla Contessa Alessandrina de Mondran.
La parte residua rimane invece dei Caprera sino al 1839. La Mondran è moglie in seconde nozze del Conte Ernesto Tanzi di Blevio, di nobile e ricca famiglia milanese, il cui padre Antonio fu il feudatario di Blevio che a Perlasca (oggi frazione di Torno) fece costruire nel 1787 la Villa Tanza, oggi Villa Tanzi Taverna. La Contessa conduce la casa fino al 1816, anno della vendita a Pietro Malacrida, pare per estinguere un debito non onorato. La contessa continua però a dimorare nella Villa Tanza fino al 1835, quando lascia Torno dopo aver ceduto la villa di Perlasca al Conte Gaetano Taverna.
Nel 1845 la proprietà è acquistata dal patriota comasco Filippo Caronti, amico di Giuseppe Mazzini e protagonista dei moti rivoluzionari comaschi del 1848. Qui il Caronti riunisce i compagni di fede per cospirare contro il governo austriaco. Il luogo è considerato sicuro, in una posizione appartata e vicino alla Pliniana dove dimora il principe Emilio Barbiano di Belgioioso, noto per i suoi ideali patriottici.
Tra i frequentatori del Caronti spicca la figura di Luigi Daelli che apprezza subito questa dimora sul lago, lontana dagli occhi indiscreti degli austriaci e idonea alle sue attività letterarie e politiche. Il Daelli decide di comprare il podere del Caronti nel 1846, a cui aggiunge l’anno successivo le proprietà attigue, acquistate da Giovanni Battista Cappelletti. Dopo aver unificato e riorganizzato gli spazi, il Daelli riprende il nomignolo utilizzato dagli abitanti di Torno per il vecchio podere e associa per la prima volta alla proprietà il nome de La Plinianina.
La figura del Daelli è particolarmente importante per il suo contributo in quegli anni come editore, in quanto pubblicò insieme a Carlo Cattaneo il Politecnico, miglior esempio di giornalismo scientifico dell'epoca; fu inoltre il primo a pubblicare l'opera completa di Giuseppe Mazzini dedicata a Giuseppe Garibaldi e fu l'editore della prima traduzione italiana del romanzo di Victor Hugo, I Miserabili.
Nel marzo 1848 esplode la rabbia popolare contro gli Austriaci: Milano insorge nelle storiche Cinque Giornate, seguita subito da Como e da altre città lombarde. Nell’aprile 1849 il Daelli è inseguito da un ordine di cattura delle autorità austriache di Como per l'attività di agitatore, che lo costringono a riparare nella vicina Svizzera, sul Lago di Lugano. L'impossibilità di stare liberamente in Italia e la necessità di mezzi finanziari per perseguire gli obiettivi politici lo costringono a vendere La Plinianina nel 1849. L'atto di compravendita è regolato a Lugano; l'acquirente è un tale Luigi Cioffio, di Como, che acquista il fondo per 6.000 Lire milanesi e che lo rivenderà l'anno successivo per 8.000 Lire all'lngegner Canzio Canzi.
Oltre il Risorgimento, la prima metà dell'Ottocento è anche il periodo del mito del Lario, caratterizzato dalla frequentazione di famosi musicisti e scrittori. Diversi nobili milanesi e facoltosi imprenditori, infatti, decidono di comprare dimore sul Lago di Como. È il caso dei Conti Taverna, che acquistano la Villa Tanza dalla Contessa Mondran per il tramite dei comuni parenti Borgazzi, e dei Marchesi Medici-Cornaggia, che acquistano Villa Geno a Como dalla Marchesa Cristina Menafoglio-Ghidini. È di questo periodo l'infatuazione per il Lario dell'Ing. Canzio Canzi, originario di Ossona, che risiedeva a Milano.
Nel 1850 il Canzi acquista da Luigi Cioffio i fondi e la casa con giardino denominati La Plinianina. L’anno successivo estende la proprietà acquistando da Nicolo Ruspini altri lotti confinanti e in particolare la località denominata al Sass, caratterizzata da una grande formazione rocciosa poi demolita per la costruzione della nuova villa.
Nel 1855 vengono avviati i lavori, a seguito dell'erogazione di un mutuo per 80.000 Lire (attuali 400.000 Euro) che il Canzi ottenne da un banchiere milanese e che si aggiungevano alla già ragguardevole liquidità destinata all'ingente sforzo di edificazione. Si doveva infatti dapprima abbattere la casa ex-Daelli, per poi creare un rialzo per il riempimento e il contenimento delle fondazioni di un nuovo più grande edificio di 26 vani, con annessa darsena e pontile per l'attracco delle barche.
All’epoca non esistevano strade carrozzabili per raggiungere La Plinianina e la principale via d'accesso era a lago, in quanto l’unica strada alternativa era solo la pedonale (tuttora esistente) che collegava la Villa Pliniana con la chiesa di San Giovanni a Torno. Il materiale costruttivo per la nuova villa andava quindi reperito sul luogo e trasportato tramite i comballi, le tipiche imbarcazioni del Lario destinate ai trasporti pesanti. Per questo motivo si decise di utilizzare la roccia carbonatica (nota come pietra di Moltrasio) che abbonda nel territorio, dal promontorio di Torno sino a Faggeto Lario.
Anche la creazione del parco circostante la villa è contestuale alla sua costruzione, come confermato da una recente osservazione dendrocronologica di alcuni alberi ad alto fusto all'interno della proprietà e risalenti fino a 150 anni fa.
Merita una breve nota a margine la citata chiesa dedicata a San Giovanni Battista, presso cui la famiglia Caprera aveva istituito una cappellania, che sorge nella parte più antica del borgo di Torno. La piccola chiesa, costruita nel XII secolo in stile gotico-romano, è raggiungibile dalla Plinianina in pochi minuti tramite un sentiero di origine medioevale. L'atmosfera che vi si respira è molto particolare, forse anche per la presenza del Santo Chiodo, uno dei chiodi della passione di Gesù. Si narra che un vescovo tedesco di ritorno dalla Crociata nel 1099 trovò rifugio in paese da una tempesta sul lago e prima di ripartire donò la preziosa reliquia alla popolazione di Torno. Il Chiodo è conservato in uno scrigno a sette chiavi, una custodita dal parroco, le altre sei in possesso di famiglie storiche del paese. Da nove secoli il Santo Chiodo è venerato dagli abitanti di Torno: la prima domenica di maggio l'urna viene portata in processione e durante l'ultima domenica di giugno dedicata a San Giovanni, il chiodo viene estratto dallo scrigno e immerso in un vaso di rame colmo d'acqua, acqua poi distribuita per tradizione a infermi e malati.
L’Ing. Canzi morì ad Ossona il 29 settembre 1864, lasciando in eredità ai figli Luigi e Angelo le sue proprietà, compresa La Plinianina. Luigi Canzi, sette volte Deputato e Senatore del Regno d'Italia, la frequentò sino al 1872, anno della vendita alla famiglia Corti, che ne rimase proprietaria fino ai primi anni del Novecento. La proprietà passò poi alla famiglia Fasola e quindi alla famiglia Casiraghi, prima dell'ultima ristrutturazione che ha suddiviso nuovamente la villa e il suo parco fra più proprietari.